# اریک وودوارد
اریک وودوارد (انگلیسی: Eric Woodward; ۲۱ ژوئیهٔ ۱۸۹۹ – ۲۹ دسامبر ۱۹۶۷) سیاست‌مدار اهل استرالیا بود. وی همچنین برندهٔ جوایزی همچون نشان سلطنتی ویکتوریایی، نشان حمام، و نشان امپراتوری بریتانیا شده‌است.